# Кулас, Эли
Эли (Элизер) Кулас (ивр. אליעזר קולס‎; род. 29 августа 1944, Кызылорда) — израильский общественный деятель, депутат Кнессета 10 и 11 созывов. Адвокат и нотариус. Сын Исраеля Куласа.

## Биография
Родился в СССР, в городе Кызылорда.
В 1948 году семья эмигрировала в Израиль в город Нешер.  Учился в средней школе в Хайфе, закончил Еврейский университет  и  получил степень бакалавра в области экономики, статистики и права.
В 1962 году он присоединился к партии Ликуд. Служил старшим помощником Министра жилищного и гражданского строительства, а в 1977 был назначен начальником канцелярии министра. В 1978-1980 годах занимал должность старшего советника  министра промышленности и торговли.
Депутат Кнессета 10 и 11 созыва. Занимал посты: председателя комитета конституции, законодательства и правосудия; председатель комитета по этике председатель комитета госконтроля кнессета; член комитета Кнессета по экономике, труда и благосостояния
Общественная деятельность на государственном уровне:
старший советник министра строительства и жилья; старший советник министра промышленности, торговли и туризма; начальник торговли, ремесла и мелкой промышленности в министерстве
промышленности и торговли; председатель государственного общественного комитета по защите прав покупателей частной собственности.
Член Директората:
председатель директората Банк аХаклаут;
основатель и председатель спортивного клуба Маккаби Нешер;
директор Израильской Ассоциации Потребителей;
директор Совета по иностранному обмену молодежью;
директор предприятий «Ям аМэлах»;
директор компании Тами :Отдел исследований, разработок и развития;
директор Нехасим Мединат Исраэль.
Член Муниципалитета города Хайфа:
председатель партии Нетто в Хайфском муниципалитете;
председатель Комитета по Тендерам Член Исполнительного Комитета по планированию и строительству;
председатель Комитета по внешним связям;
председатель управления проектами Калькалит Хайфа;
председатель управления Hi Center/ Haifa Business Startup Accelerator;
заместитель председателя совета ди¬ректоров компании Калкалит Хайфа;
директор Организации Парк Таасийот МАТАМ;
директор Организации Парк Мадаэй Хаим;
директор Спорткомплекса Стадион Сэмми Офер;
директор Ассоциации Туризма и Отдыха города Хайфа.